# لويد أوليفر
لويد أوليفر (بالإنجليزية: Lloyd Oliver)‏ هو عسكري أمريكي، ولد في 23 أبريل 1923 في شيبروك في الولايات المتحدة، وتوفي في 16 مارس 2011 في أفونديل في الولايات المتحدة.